# Lauryn Williams
Lauryn Chenet Williams, ameriška atletinja in tekmovalka v bobu, * 11. september 1983, Rochester, Pensilvanija, ZDA.
Nastopila je na poletnih olimpijskih igrah v letih 2004, 2008 in 2012, ko je osvojila naslov olimpijske prvakinje v štafeti 4x100 m, leta 2004 srebrno medaljo v teku na 100 m, leta 2008 pa četrto mesto v isti disciplini. Na svetovnih prvenstvih je osvojila naslov prvakinje v štafeti 4x100 m v letih 2005 in 2007, leta 2005 je osvojila še naslov prvakinje v teku na 100 m, leta 2007 pa srebrno medaljo v isti disciplini, na svetovnih dvoranskih prvenstvih pa je osvojila srebrno medaljo v teku na 60 m leta 2006.
Nastopila je tudi na zimskih olimpijskih igrah leta 2014 v bobu in osvojila srebrno medaljo v dvosedu.